# Половецьке поле

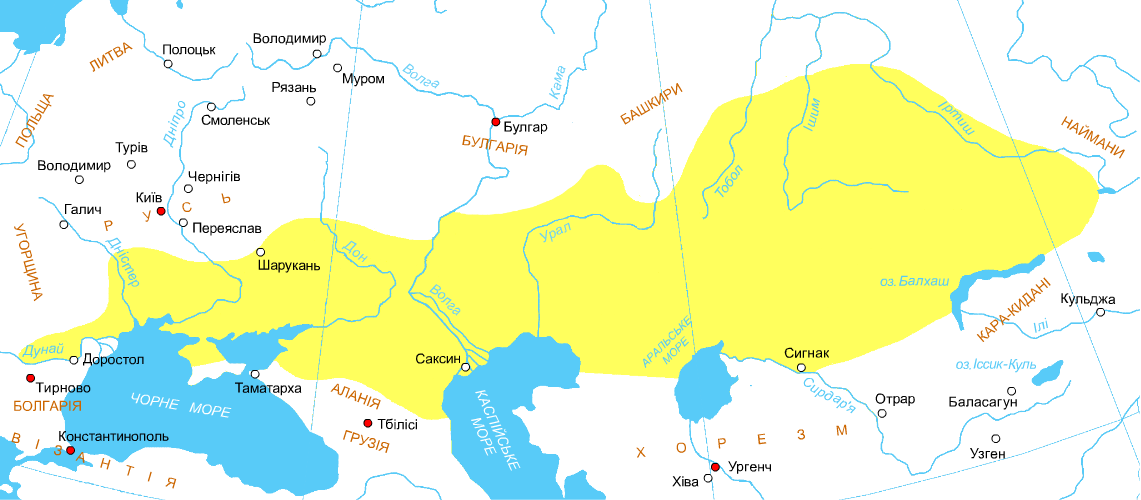
Половецьке поле. Євразійські території половців (кипчаків), кінець XI — початок XII сторіччя

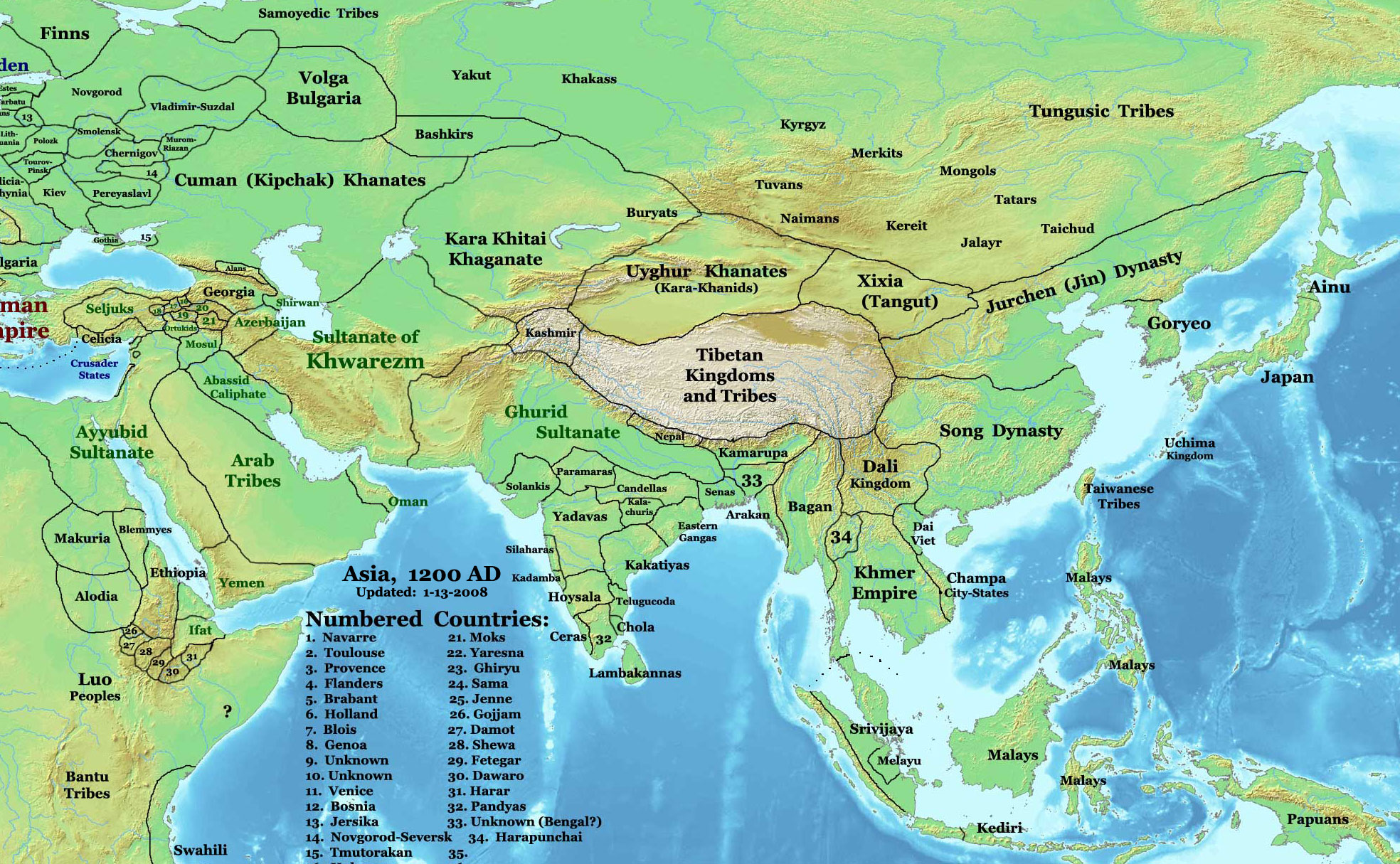
Мапа Азії в XII сторіччі, показує половецькі землі та їх сусідів

Кипчацький степ (Де́шт-і Кипча́к), або Половецька земля, іноді Полове́цьке по́ле[джерело?] — у XI—XIV століттях назва східноєвропейської та середньоазійської частини Євразійського степу, від гирла Дунаю до пониззя Сирдар'ї та озера Балхаш, де панували тюркомовні племена кочовиків-половців (кипчаків, куманів). Посідало терени сучасного Казахстану, російського Уралу, Поволжя, Прикавказзя, Східної та Південної України і Молдови.

## Назва
- Дешт-і Кипчак (перс. دشت قپچاق, крим. Deşt-i Qıpçaq, каз. Дешті Қыпшақ, Қыпшақ даласі, тат. Дәштекыпчак, Dəşteqıpçaq) — перська і тюркська назви; в перекладі з перської «Кипчацьке (половецьке) поле», «Кипчацький степ»; вперше зустрічається у перського автора Насир Хосрова у XI століття, коли половці (кипчаки), прийшовши з берегів Іртиша, стали сусідами Хорезму (1030) й зайняли степи від Аральського моря до Дунаю. До того територія від Волги до Іртишу називалася Дешт-і-Огуз (Огузький степ).
- Дике Поле — пізньосередньовічна і ранньомодерна назва західної частини Євразійського степу.
- Половецьке поле, поле Половецьке — руська (українська) і москвинська (російська) назва; зустрічається у «Повісті временних літ» (Київському літописі, Галицько-Волинському літописі тощо), руських грамотах, літературних творах (Слово о полку Ігоревім). У вужчому розумінні, в контексті русько-половецьких відносин XI—XIII століть, — назва українських степів, між Дунаєм і Волгою.
  - Половецький степ
- Куманія (Команія) — грецька, латинська назви.
- Татарія
- Половецька земля — у ХІІ—ХІІІ століттях руська назва країни половців, західна частина Дешт-і-Кипчак, від Волги на сході до Дніпра на заході[2]; інколи до цієї землі відносили Дніпровське правобережжя[2].

## Географія
Половецьке поле поділялося на Східне (від Алтаю до Волги) і Західне (від Волги до Дунаю).
У XIII століття Половецьке поле стало ядром улусу Джучі (Золотої Орди).

## Населення
У пізньому середньовіччі й у новітній час Половецьке поле населяли кипчацької мовної групи: кипчаки та інші тодішні народи, племена.